# Nokia E75
Nokia E75 er en smartphone, produceret af Nokia, der udover det for mobiltelefoner sædvanlige fronttastatur har et QWERTY-tastatur, der kan skubbes ud.

## Funktioner
- Quadband GSM / GPRS / EDGE: GSM 850 / 900 / 1800 / 1900
- Triband UMTS / HSDPA UMTS 900 / 1900 / 2100 (E75-1) or UMTS 850 / 1900 / 2100 (E75-2)
- Integreret og assisteret GPS med TMC.
- Stereo FM-radio 87.5-108 MHz med Visual Radio og RDS.
- 3.2 megapixel kamera med autofocus, 8x digital zoom, LED blitz og geotagging-understøttelse.
- Forsidekamera til videotelefoni med MPEG-4.
- Selvportrætsspejl
- 2.4 tommers QVGA-skærm
- Tilstande: Brugerdefinerede Standbyskærme til forskellige tider på dagen.
- QWERTY-tastatur, der kan skubbes ud
- Numerisk fronttastatur
- WiFi 802.11b/g WLAN-netværksunderstøttelse
- Bluetooth 2.0 med EDR
- High-Speed micro-USB 2.0-understøttelse, opladning/data
- MicroSDHC
- N-Gage aktiveret
- Accelerometer for auto screen rotation.

### Batteritider
- Taletid: Op til 4.2 timer (3G), 5.2 timer (GSM)
- Standbytid: Op til 11 dage (3G), 12 dage (GSM)
- VoIP over WLAN: Op til 9 timer
- Musikafspilning: Op til 25 timer

## Medfølgende software
- Internetradio
- Multiscanner
- WiPresenter
- Adv. Call Manager
- Adobe PDF
- Zip
- Trådløst tastatur
- Stregkodelæser
- Email for Nokia
- MfE (Mail for Exchange)
- Nokia Sports Tracker